# Christian Ehrenfried Weigel
Christian Ehrenfried von Weigel (Stralsund, 24 de maio de 1748 — Greifswald, 8 de agosto de 1831) foi um químico e naturalista alemão.

## Biografia
Nascido em Stralsund, em 1771 ele recebeu seu doutorado em medicina pela Universidade de Göttingen, tendo estudado com Johann Christian Erxleben. Em 1806, Weigel foi enobrecido e carregado a partir de então um "von" em seu nome. Ele se tornou o médico pessoal da casa real sueca dois anos depois. Entre outras coisas, Weigel desenvolveu um um refrigerador de laboratório que condensa os vapores e os transmite em um tubo (alemão Gegenstromkühler) (1771), que mais tarde foi melhorado por Justus von Liebig e então ficou conhecido como condensador de Liebig (Liebigkühler). Além disso, a madressilva gênero Weigela é nomeado após ele.
Em 1792, foi eleito membro estrangeiro da Real Academia de Ciências da Suécia.
Está sepultado no Alter Friedhof Greifswald.

## Trabalhos
- Flora Pomerano-Rugica. Gottl. Aug. Lange, Berolini Stralsundia et Lipsiae 1769 doi:10.5962/bhl.title.7041
- Observationes Chemicae et Mineralogicae. Goettingae 1771 online
- Observationes Botanicae. Gryphia 1772 online
- Der Physischen Chemie Zweiter Teil, Dritte und vierte Abtheilung. Leipzig 1776 online
- Versuch einer Krystallographie. Greifswald 1777 online
- Grundriß der reinen und angewandten Chemie. Erster Band, Greifswald 1777 online
- Anfangsgründe der Theorethischen und Praktischen Chemie. Zweiter Band, Leipzig 1780 online
- Herrn Gustav von Engström's Beschreibung eine mineralogischen Taschenlaboratorium und insbesondere des Nutzens des Blaserohrs in der Mineralogie. 2. Auflage, Greifswald 1782 online
- Physische Untersuchungen über das Feuer. Leipzig 1782 online
- Gegengifte des Arseniks, giftigen Sublimats, Spangrüns und Bleies. Zweiter Band, Greifswald 1782 online
- Entdeckungen über das Licht. Leipzig 1783 online
- Physische Untersuchungen über die Elektricität. Leipzig 1784 online
- Christian Ehrenfried Weigel, Torbern Bergman, Henrik Teofilus Scheffer: . 2. Auflage. Röse, Greifswald 1789, urn: nbn:de:bvb:12-bsb10073717-7
- Einleitung zu allgemeinen Scheidekunst. Zweites Stück, Leipzig 1790 online
- Magazin für Freunde der Naturlehre und Naturgeschichte, Scheidekunst, Land- und Stadtwirtschaft, Volks- und Staatsarznei. Vierter Band, Erstes Stück, Greifswald 1796 online